# Villafranca Piemonte
Villafranca Piemonte és un comune (municipi) de la ciutat metropolitana de Torí, a la regió italiana del Piemont, situat a uns 35 quilòmetres al sud-oest de Torí. A 1 de gener de 2019 la seva població era de 4.616 habitants.
Villafranca Piemonte limita amb els següents municipis: Vigone, Pancalieri, Cavour, Faule, Moretta, Barge i Cardè.